# Playing With Fire
Playing With Fire è un singolo di Darin, pubblicato il 18 gennaio 2013 come estratto dall'album in studio Exit.

## Video musicale
Il lyric video è stato pubblicato sul canale Universal Music Sweden il 18 gennaio 2013.

## Tracce
1. Playing With Fire – 3:26

## Classifiche
| Classifica (2013) | Posizione massima |
| ----------------- | ----------------- |
| Svezia            | 28                |